# Gilbert Bauvin
Gilbert Bauvin   (Lunéville, 4 d'agost de 1927) és un ciclista francès, ja retirat, que fou professional entre 1950 i 1960.
En el seu palmarès destaca la segona posició aconseguida al Tour de França de 1956, rere el seu compatriota Roger Walkowiak. En aquesta cursa guanyà un total de quatre etapes i portà el mallot groc de líder durant quatre etapes en les nou participacions. També guanyà quatre etapes a la Volta a Espanya i la general del Tour de Romandia de 1958.

## Palmarès
- 1951
  - Vencedor d'una etapa al Circuit de Borgonya
  - Vencedor de 2 etapes al Circuit de les 6 Províncies
- 1952
  - 1r al Tour del Doubs
  - Vencedor d'una etapa al Circuit de les 6 Províncies
- 1954
  - 1r de la París-Camembert
  - 1r de la Bourg-Ginebra-Bourg
  - 1r de la Nancy-Dijon
  - 1r del Gran Premi de Canes
  - Vencedor de 2 etapes al Tour de França
- 1955
  - 1r del Critèrium de Macau
  - Vencedor d'una etapa de la París-Niça
  - Vencedor de 2 etapes a la Volta a Espanya
- 1956
  - 1r del Circuit de Cher
  - Vencedor d'una etapa a la Ronda de l'Est
  - Vencedor d'una etapa a la Volta a Espanya
- 1957
  - 1r al Gran Premi de Mònaco
  - Vencedor d'una etapa al Tour de França
- 1958
  - 1r del Tour de Romandia i vencedor d'una etapa
  - 1r de la Ronda de Montecarlo
  - 1r del Gran Premi de Niça
  - Vencedor d'una etapa al Tour de França

### Resultats al Tour de França
- 1950. 49è de la classificació general
- 1951. 8è de la classificació general. Portador del mallot groc durant 1 etapa
- 1952. 32è de la classificació general
- 1953. 16è de la classificació general
- 1954. 10è de la classificació general i vencedor de 2 etapes. Portador del mallot groc durant 2 etapes
- 1955. 18è de la classificació general
- 1956. 2n de la classificació general
- 1957. 14è de la classificació general i vencedor d'una etapa
- 1958. 15è de la classificació general i vencedor d'una etapa. Portador del mallot groc durant 1 etapa

### Resultats a la Volta a Espanya
- 1955. 36è de la classificació general i vencedor de 2 etapes. Portador del mallot groc durant 2 etapes
- 1956. 7è de la classificació general i vencedor d'una etapa
- 1957. 24è de la classificació general i vencedor d'una etapa
- 1959. Abandona (17a etapa)